# Liste der Biografien/Hox
Liste der Biografien |
Portal Biografien |
Personensuche
# |
A |
B |
C |
D |
E |
F |
G |
H |
I |
J |
K |
L |
M |
N |
O |
P |
Q |
R |
S |
T |
U |
V |
W |
X |
Y |
Z |
?
 
Ha |
Hd |
He |
Hi |
Hj |
Hk |
Hl |
Hm |
Hn |
Ho |
Hr |
Hs |
Ht |
Hu |
Hv |
Hw |
Hy
 
Hoa |
Hob |
Hoc |
Hod |
Hoe |
Hof |
Hog–Hok |
Hol |
Hom |
Hon |
Hoo |
Hop |
Hoq |
Hor |
Hos |
Hot |
Hou |
Hov |
How |
Hox |
Hoy |
Hoz
Die Liste der Biografien führt alle Personen auf, die in der deutschsprachigen Wikipedia einen Artikel haben. Dieses ist eine Teilliste mit 18 Einträgen von Personen, deren Namen mit den Buchstaben „Hox“ beginnt.

## Hox

### Hoxb
- Hoxby, Caroline (* 1966), US-amerikanische Wirtschaftswissenschaftlerin

### Hoxh
- Hoxha, Alban (* 1987), albanischer Fußballtorhüter
- Hoxha, Arbër (* 1998), albanisch-kosovarischer Fußballspieler
- Hoxha, Eliza (* 1974), kosovarische R&B-Sängerin
- Hoxha, Enver (1908–1985), kommunistischer albanischer PolitikerEnver Hoxha (1908–1985)

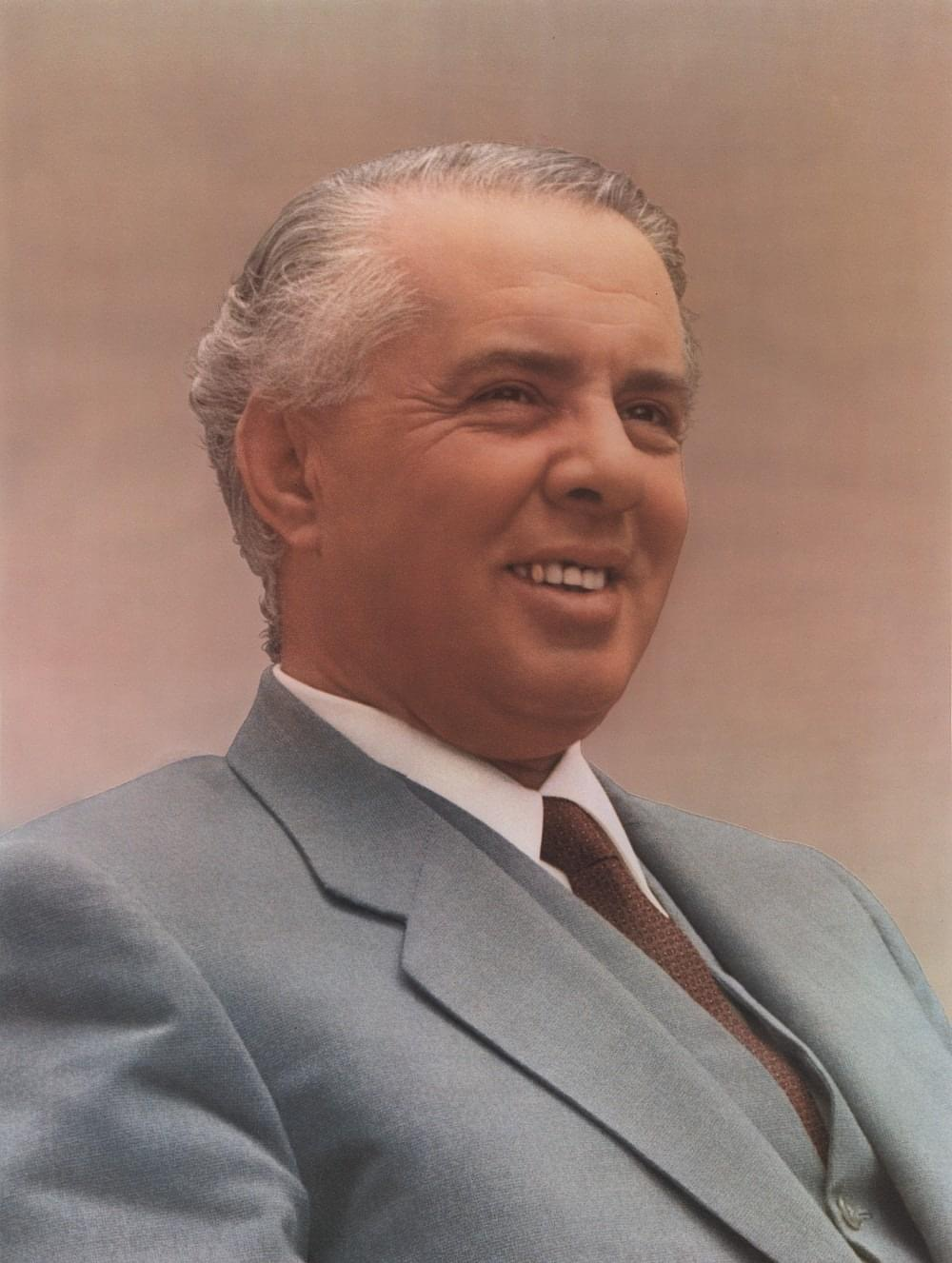
Enver Hoxha (1908–1985)

- Hoxha, Fadil (1916–2001), jugoslawischer Politiker
- Hoxha, Florian (* 2001), Schweizer Fussballspieler
- Hoxha, Ismet (* 1948), albanischer Fußballspieler
- Hoxha, Kasem (* 1968), deutsch-albanischer Schauspieler
- Hoxha, Nedin (* 1934), albanischer kommunistischer Politiker
- Hoxha, Nexhmije (1921–2020), albanische Politikerin und Ehefrau des Staatschefs von Albanien, Enver Hoxha
- Hoxha, Sinan (* 1975), albanischer Sänger
- Hoxhaj, Enver (* 1969), kosovarischer Politiker (PDK) und Historiker

### Hoxt
- Höxter, John (1884–1938), deutscher Maler und Schriftsteller
- Höxter, Julius (1873–1944), jüdischer Pädagoge und Schriftsteller
- Höxter, Siegfried (1906–1957), SPD-Mitglied, Widerstandskämpfer, Emigrant, US-amerikanischer Geheimdienstoffizier
- Höxtermann, Otto (1912–2002), deutscher Fußballspieler und -trainer

### Hoxw
- Hoxworth, Stephen A. (1860–1930), US-amerikanischer Politiker